# 三重県公安委員会
三重県公安委員会（みえけんこうあんいいんかい）は、三重県警察を管理するため三重県知事所轄の下に設置される行政委員会である。3人の委員で組織される。所在地は津市栄町1-100である。

## 委員
- 委員長
  - 種橋潤治
- 委員
  - 長江正
  - 村岡典子

## 下部組織
- 三重県警察